# Safalu
Safalu är en ort i Gambia. Den ligger i regionen Central River, i den östra delen av landet, 170 km öster om huvudstaden Banjul. Antalet invånare var 170 vid folkräkningen 2013.